# Küps

Küps er en købstad i Landkreis Kronach i Regierungsbezirk Oberfranken i den tyske delstat Bayern.

## Geografi
Küps ligger i Naturpark Frankenwald ved floden Rodach. Gennem kommunen løber også Krebsbach, der løber ud i Rodach.

## Landsbyer og bebyggelser
| - Au (Trab) - Burkersdorf - Eckertsruh - Hain - Weides - Küps - Oberlangenstadt - Hummenberg - Johannisthal | - Schmölz - Tiefenklein - Theisenort - Rödern - Tüschnitz - Oberberg - Lerchenhof - Unterberg - Nagel |  |

## Historie
Küps er nævnt første gang 8. Juli 1151.